# Isabella d'Este

Tizianův portrét Isabelly

Isabella d'Este (18. května 1474 Ferrara – 13. ledna 1539 Mantova), markýza z Mantovy, byla významná postava italské renesance a jedna z nejvýznamnějších postav tehdejší politiky a kultury.

## Život
Isabella d'Este se narodila ve Ferraře Eleonoře a Herkulovi d'Este (Estenští patřili mezi nejstarší a nejtradičnější severoitalské rodiny). Isa znamená „stejně“ a bella „krásná“; stejně krásná, elegantní a šarmantní měla zůstat celý život. Měla o rok mladší sestru Beatrice a bratra Alfonsa. Děti po matce podědily lásku k hudbě – po večeři muzicírovala obě děvčátka na klavichord při světle svící se svou matkou – ta hrála na harfu. Isabela měla přirozený talent pro veškerý druh pohybu – především pro tanec. Po celý život byla známa vytříbenou grácii, kterou neztrácela ani ve stáří.
Isabela se vdala za Francesca Gonzagu – markrabího v Mantově, generála v benátské armádě. Jako první přivedla – ke svému obrovskému zklamání – na svět děvčátko. Celkem měla tři dcery: Eleonoru, Ippolitu a Livii, ke kterým neměla dobrý vztah. Nejstarší dceři dovolila, aby se provdala, ostatní musely přijmout závoj a strávit život za klášterními zdmi.
Zemřela v únoru 1539. Dosáhla všech cílů, které si vytkla – byla ctěná básníky i spisovateli, malíři jako Tizian a Mantegna ji zvěčnili svým uměním, byla obdivovanou přítelkyní králů a císařů, okouzlila i papeže.